# Męcinka (gmina)
Męcinka est une gmina rurale du powiat de Jawor, Basse-Silésie, dans le sud-ouest de la Pologne. Son siège est le village de Męcinka, qui se situe environ 7 km à l'ouest de Jawor et 67 km à l'ouest de la capitale régionale Wrocław.
La gmina couvre une superficie de 147,78 km2 pour une population de 4 761 habitants.

## Géographie
La gmina est bordée par la ville de Jawor et les gminy de Bolków, Krotoszyce, Legnickie Pole, Mściwojów, Paszowice, Świerzawa et Złotoryja.
La gmina contient les villages de Bogaczów, Chełmiec, Chroślice, Jerzyków, Kondratów, Małuszów, Męcinka, Muchów, Myślinów, Piotrowice, Pomocne, Przybyłowice, Raczyce, Sichów, Sichówek, Słup et Stanisławów.